# Mont Mounier
Der Mont Mounier ist ein markanter 2817 Meter hoher Berg zwischen Var- und Tinéetal in den französischen Seealpen im Département Alpes-Maritimes.
Kurz unterhalb des Gipfels wurde 1893 durch Raphaël von Bischoffsheim ein Observatorium errichtet. Nach einem Brand wurde es nicht wieder in Betrieb gesetzt, sodass die Gebäude von 1927 bis 1940 als Schutzhütte des Club Alpin Français dienen konnten.
Der Mont Mounier ist ein auch im Winter als Skitour ein vielbegangener Aussichtsberg, von dem aus an klaren Tagen die Sicht bis nach Korsika reicht. Der Blaue Weg des Fernwanderweges Via Alpina und der GR 5 führen über den Col de Crousette (2480), von dem aus der Gipfel in knapp einer Stunde auf unschwierigem Weg erreicht werden kann.